# فرودگاه محلی گانسیون-کرستد بوته

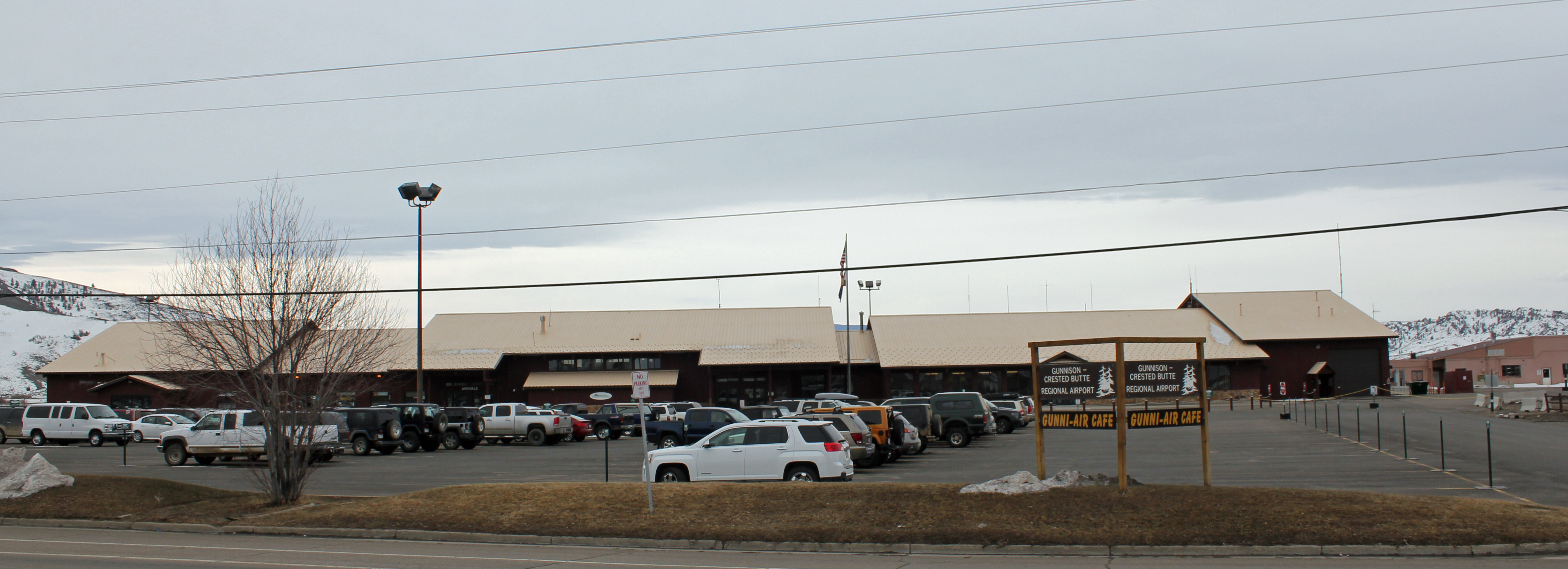
فرودگاه محلی گانسیون-کرستد بوته

فرودگاه محلی گانسیون-کرستد بوته (به انگلیسی: Gunnison-Crested Butte Regional Airport) یک فرودگاه همگانی با کد یاتا GUC است که یک باند فرود آسفالت دارد و طول باند آن ۲۸۶۵ متر است. این فرودگاه در کشور ایالات متحده آمریکا قرار دارد و در ارتفاع ۲۳۴۰٫۳ متری از سطح دریا واقع شده است.

## شرکت‌های هواپیمایی و مقصدهای پروازی

### مسافری
| شرکت‌های هواپیمایی | مقصدهای پروازی                  |
| ----------------- | ------------------------------- |
| امریکن ایرلاینز   | فصلی: دالاس-فورت ورث            |
| یونایتد ایرلاینز  | فصلی: جرج بوش                   |
| یونایتد اکسپرس    | دنور فصلی: اوهر شیکاگو، جرج بوش |